# Biljana
Biljana é uma vila localizada no município de Brda na Eslovênia. Possuía uma população estimada de 148 habitantes em 2020.